# Вяетса (природна територія)
Природна територія Вя́етса (ест. Väätsa loodusala) — природоохоронна територія в Естонії, у волості Тюрі повіту Ярвамаа. Входить до Європейської екологічної мережі Natura 2000.

## Основні дані
KKR-код: RAH0000392
Міжнародний код: EE0060116
Загальна площа — 418,4 га, зокрема площа водойм — 2,7 га.
Територія утворена 5 серпня 2004 року.

## Розташування
Природоохоронний об'єкт розташовується на землях, що належать селам Віссувере, Рєа, Сауеауґу.

## Мета створення
Метою створення території є збереження 4 типів природних оселищ:
| Код   | Тип оселища                                       | Площа, га |
| ----- | ------------------------------------------------- | --------- |
| 3160  | Природні дистрофні озера та стави                 | 3         |
| 7110* | Активні верхові (оліготрофні) болота              | 202       |
| 7150  | Западини на торф'яних субстратах з Rhynchosporion | 0         |
| 91D0* | Заболочені ліси                                   | 142       |